# ハイド・パーク・コーナー

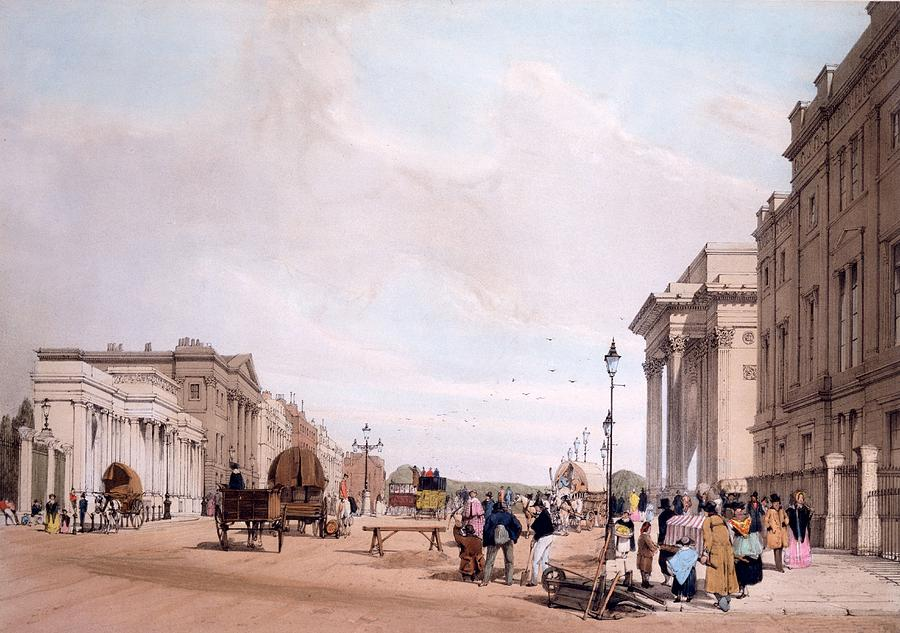
1842年当時のハイド・パーク・コーナーからピカデリー方向を見た様子。
左がハイド・パークの正面門であり、その背後暗い建物がアプスリー・ハウスである。

ハイド・パーク・コーナー (Hyde Park Corner) はロンドン中心部に存在するハイド・パークの南東に位置する街角。
6つの通りが交差し、北からパーク・レーン (Park Lane)、北東はピカデリー、南はグローヴナー・プレイス (Grosvenor Place)、南東はコンスティチューション・ヒル (Constitution Hill) 、南西はグローヴナー・クレセント (Grosvenor Crescent)、西はナイツブリッジなどが接し合っている交差点であり、ラウンドアバウトを形成している。
第二次世界大戦後にパーク・レーンが拡張され、バッキンガム宮殿庭園西側ウェリントン・アーチ (Wellington Arch)周辺は交通の要衝となった。ナイツブリッジからピカデリーへと向かう道は交差点周辺で地下へと潜り立体交差を形成している。
ウェリントン・アーチの他にも帝国騎兵の記念碑、少年とイルカの像、第6代バイロン男爵ジョージ・ゴードンの像、ロイヤル・アーティラリ・メモリアル(Royal Artillery Memorial)などが存在する。2003年にはオーストラリア戦争記念碑が追加された。クイーン・エリザベス・ゲート(Queen Elizabeth Gate)とハイド・パーク・コーナー・スクリーンが公園とハイド・パーク・コーナーの境界を形成しており、ラウンドアバウトの北にはワーテルローの戦いでナポレオンを破った初代ウェリントン公爵アーサー・ウェルズリーの邸宅であったアプスリー・ハウスが存在する。
付近のロンドン地下鉄駅としてはピカデリー線のハイド・パーク・コーナー駅がある。
ハイド・パーク・コーナーという言葉は、1952年にジョージ6世が死去した際に政府にこれを伝える暗号として用いられた。

## ギャラリー

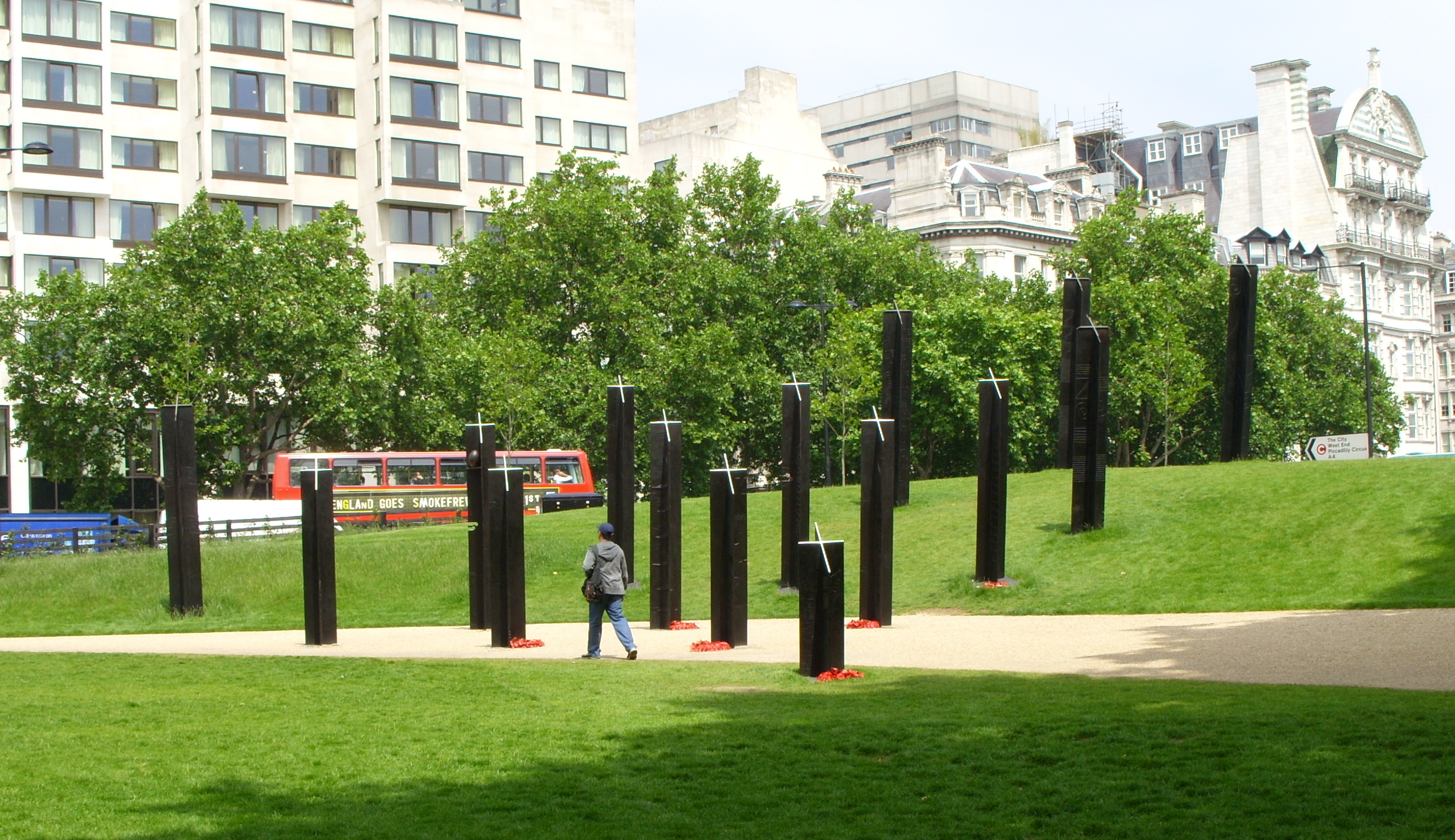
New Zealand War Memorial
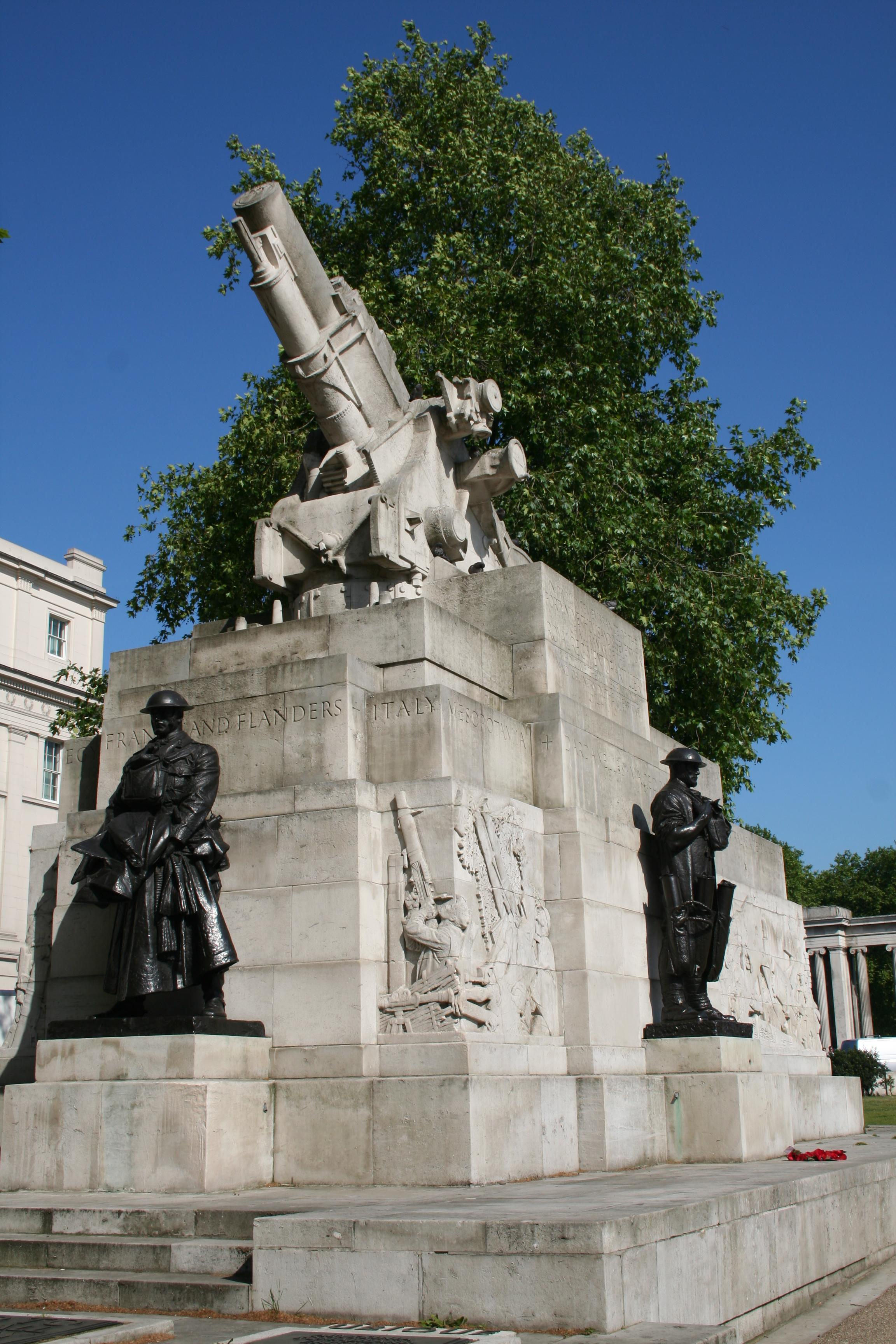
Royal Artillery Memorial
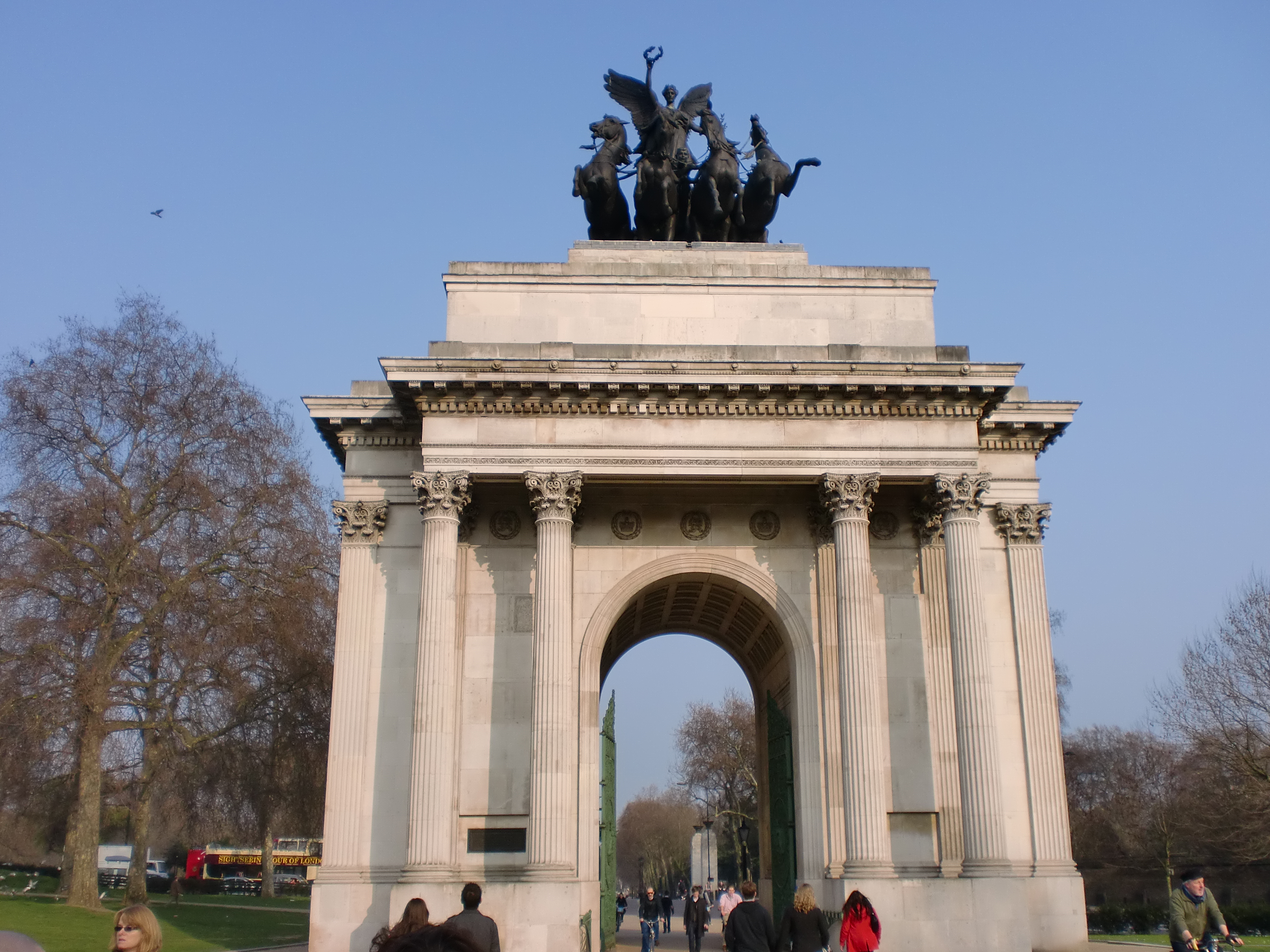
Wellington Arch